# Asphondylia indigoferae
Asphondylia indigoferae är en tvåvingeart som beskrevs av Edwin Möhn 1960. Asphondylia indigoferae ingår i släktet Asphondylia och familjen gallmyggor.
Artens utbredningsområde är El Salvador. Inga underarter finns listade i Catalogue of Life.